# Rana aurata
Rana aurata là một loài ếch trong họ Ranidae. Chúng là loài đặc hữu của Tây Papua, Indonesia.
Các môi trường sống tự nhiên của chúng là các khu rừng ẩm ướt đất thấp nhiệt đới hoặc cận nhiệt đới, sông, đầm nước ngọt, vườn nông thôn, và các khu rừng trước đây bị suy thoái nặng nề.

## Hình ảnh

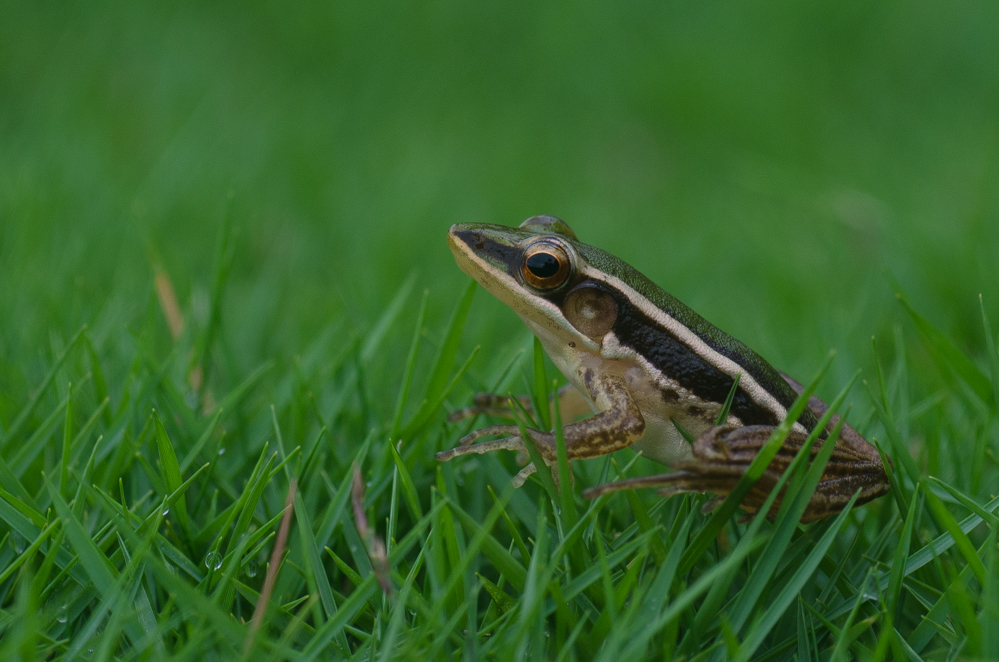